# Museo civico e archeologico

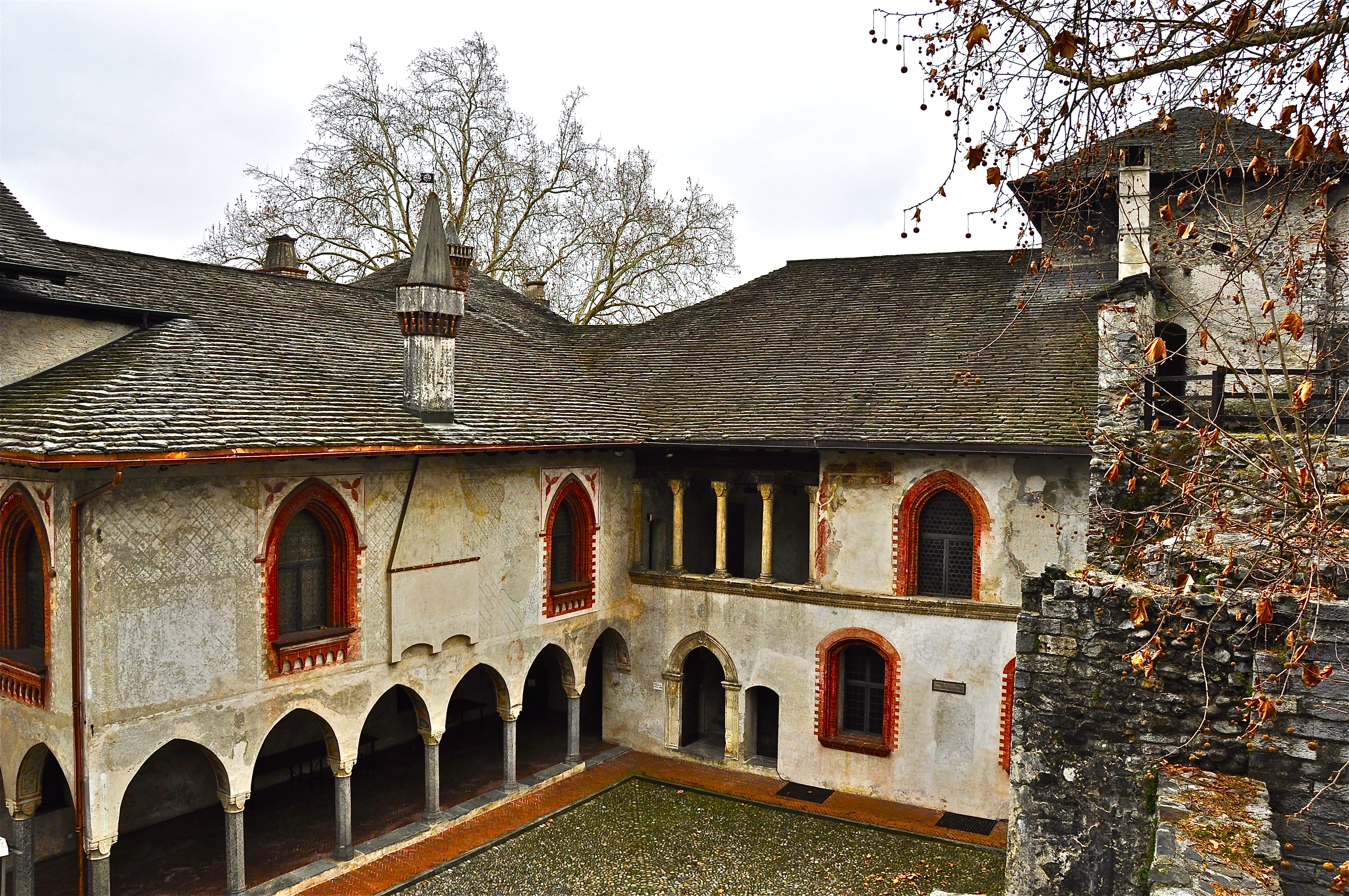
Innenhof des Museums

Das Museo civico e archeologico («Städtisches und archäologisches Museum») ist ein Museum der Stadt Locarno im schweizerischen Kanton Tessin, das im Castello Visconteo am Westrand der Altstadt untergebracht ist. Die archäologische Sammlung in der Burg und das Castello selber sind beide geschützte Kulturgüter von nationaler Bedeutung. Für Sonderausstellungen steht der benachbarte Palazzo Casorella zur Verfügung.

## Geschichte des Bauwerks
Die Burg geht auf das 12. Jahrhundert zurück und wurde unter der Herrschaft der Visconti (1342–1439) und der Rusca (1439–1512) stark erweitert. Im 16. Jahrhundert wurde sie von den Eidgenossen zu etwa zwei Dritteln geschleift und diente von 1513 bis 1798 als Sitz der eidgenössischen Landvögte. Das Gebäude des Museums besteht aus zwei spätmittelalterlichen Bauwerken aus der Zeit der Ruscas, die zwischen 1921 und 1928 unter Leitung des Kunstmalers Edoardo Berta historisierend restauriert wurden. In der Fussgängerunterführung an der Südseite sind überdies einige Reste des alten Hafens und der Burg sichtbar, die auf das 13. bis 15. Jahrhundert zurückgehen.
Nach der Restaurierung wurde im Schloss das Stadtmuseum eingerichtet, das später um die archäologische Sammlung, eine Dauerausstellung zu der 1925 in Locarno abgehaltenen Friedenskonferenz und schliesslich 2017 um eine solche über die Reformation erweitert wurde.

## Sammlungen

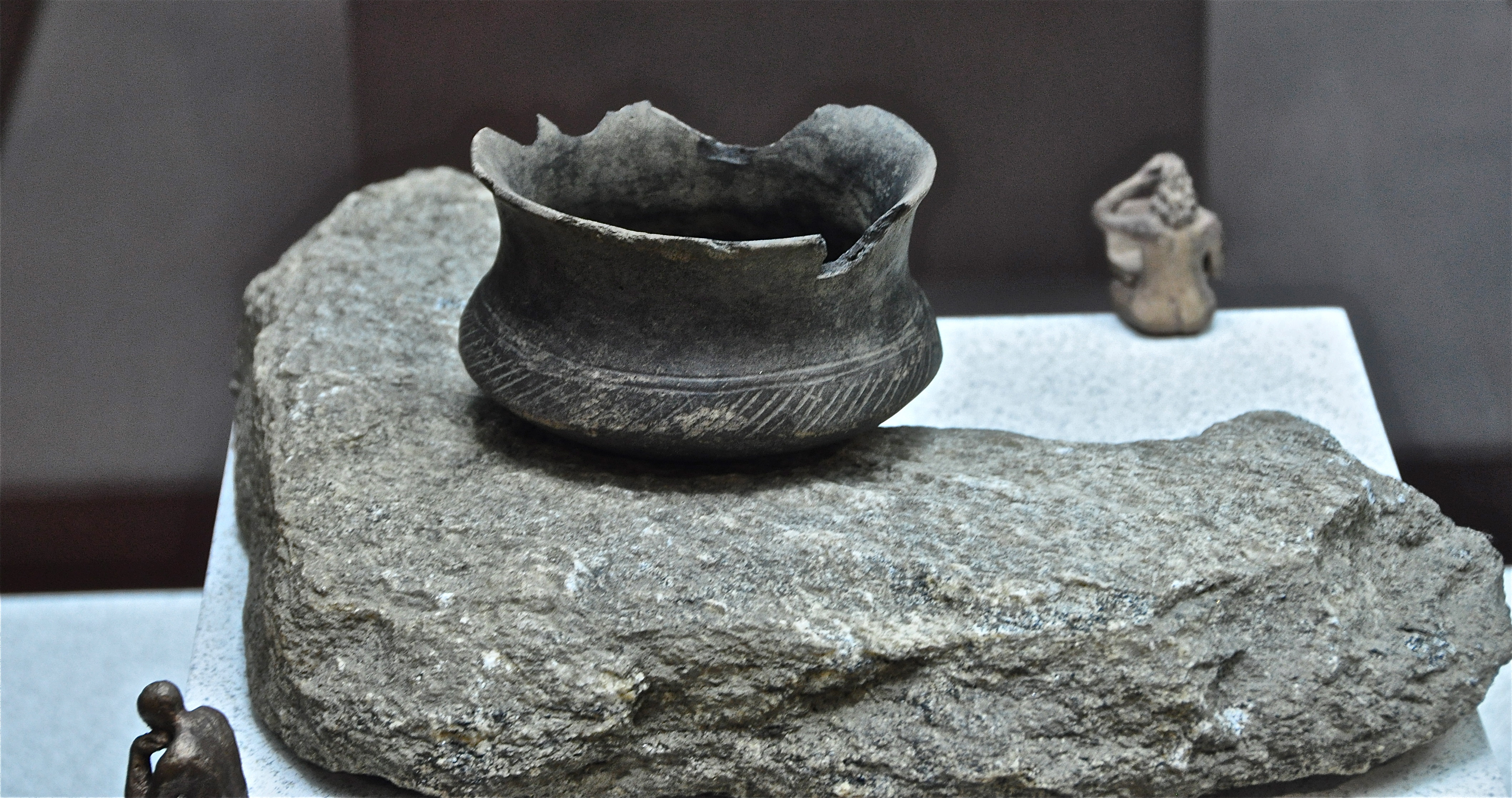
Ausstellungsstück aus der Bronzezeit

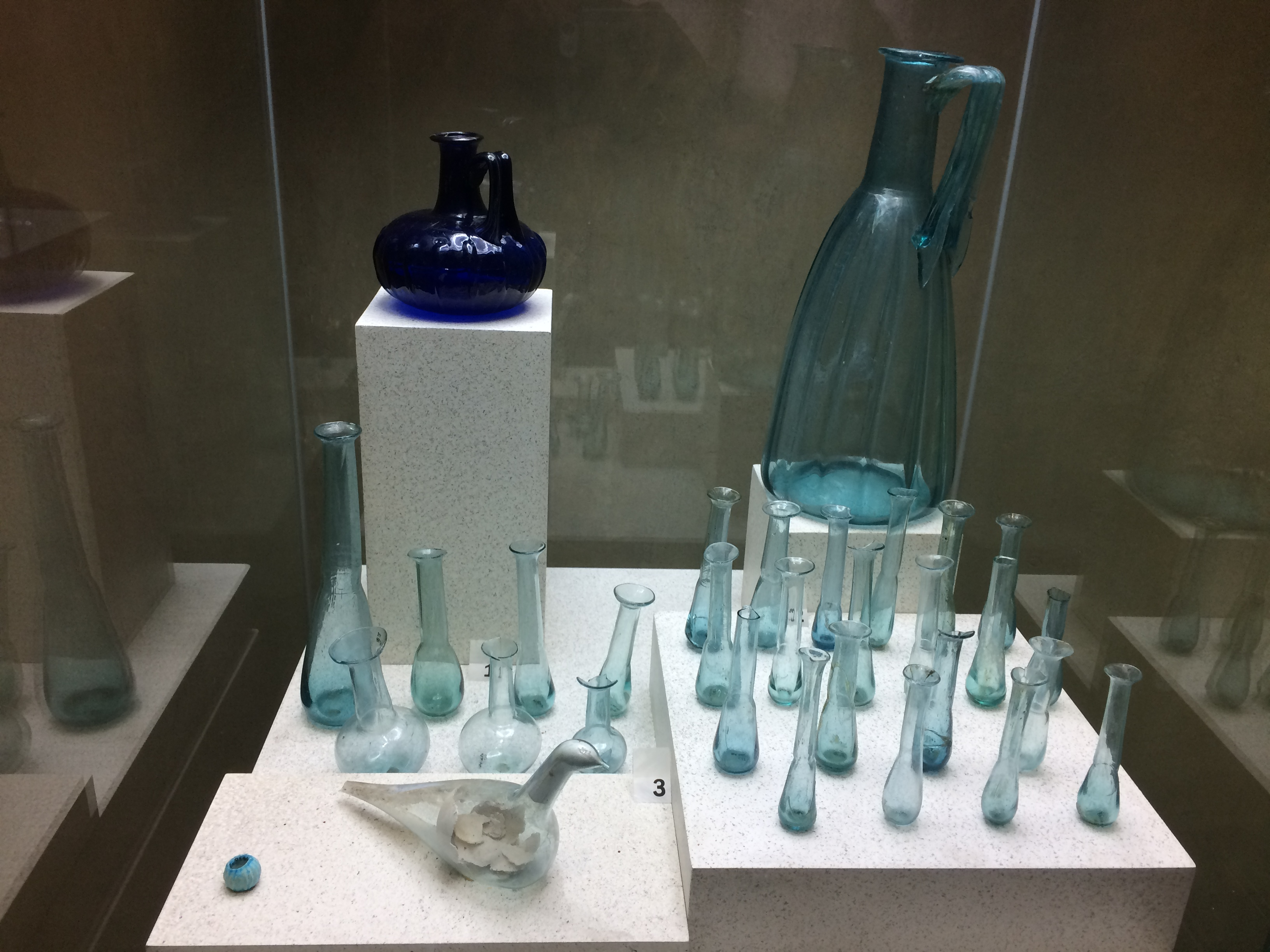
Ausstellungsobjekte aus der Römerzeit

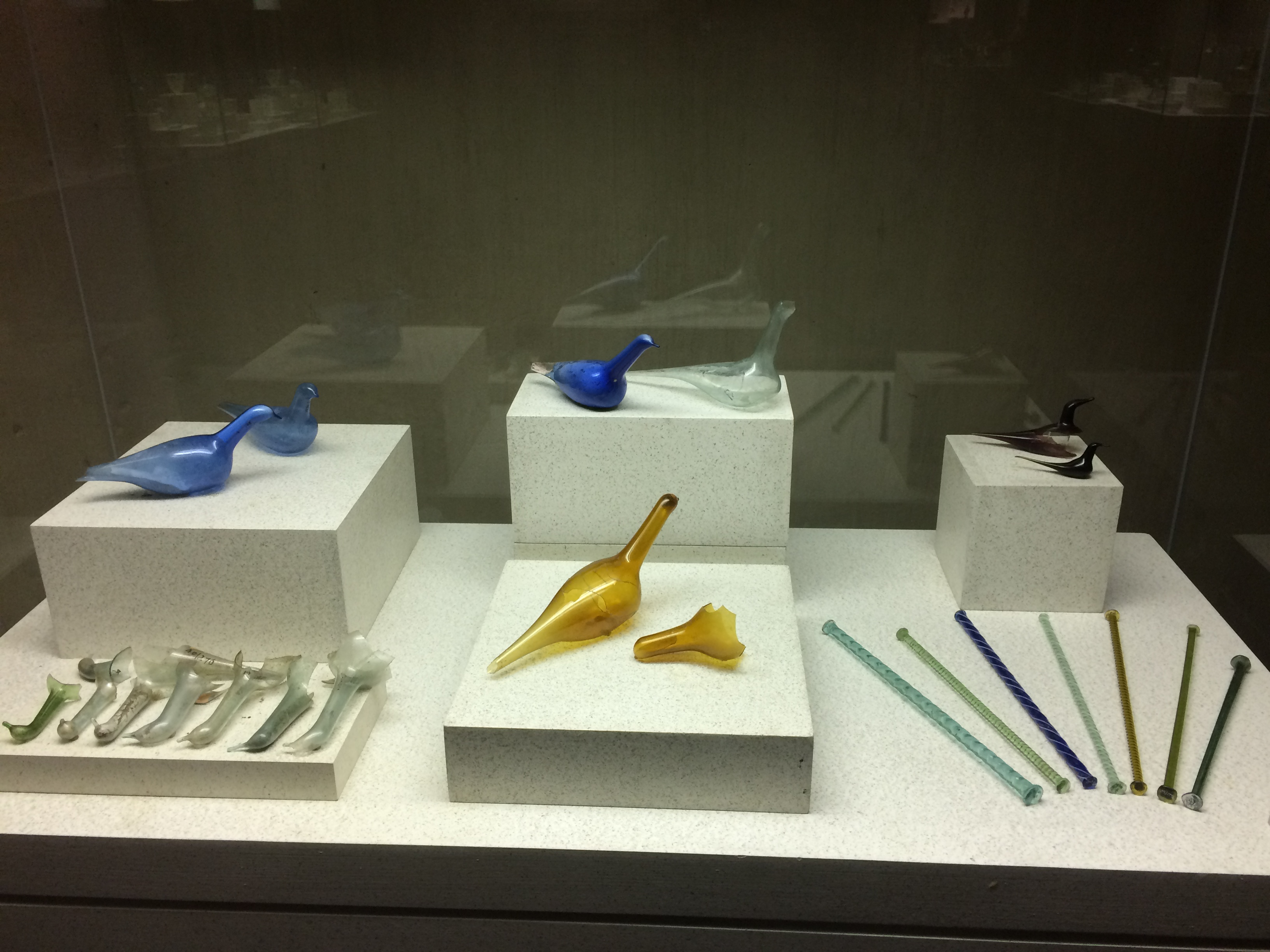
Ausstellungsobjekte aus der Römerzeit

Das archäologische Museum ist für seine bedeutende Sammlung von römischem Glas bekannt. Die Funde gehen auf Grabungen zurück, die gegen Ende des 19. Jahrhunderts auf Grabfeldern der Region gemacht wurden. Ergänzt wird sie durch weitere Ausstellungsstücke der Römerzeit aus dem 1. bis 4. Jahrhundert; weitere Fundstücke stammen aus der Bronzezeit und sind über 3000 Jahre alt.
Die oberen Räume sind der Friedenskonferenz von 1925 und den Verträgen von Locarno gewidmet. Die Ausstellung wird von einem historischen Rundgang begleitet, der an die Austragungsorte der Konferenz führt. Gezeigt wird auch Kleidung und Nymphenburger Porzellan.
Am 16. September 2017 wurde der neue Abschnitt der Dauerausstellung Locarno città della Riforma. Dall’esilio dei protestanti alla costruzione della tolleranza eröffnet («Locarno, Stadt der Reformation. Vom evangelischen Exil zum Aufbau der Toleranz»). Er würdigt die Bedeutung der Stadt für die Reformation und die Ernennung zur «Reformationsstadt Europas». 
Das Museum in der Burg ist von November bis März geschlossen und nicht barrierefrei. Es soll erweitert oder umgebaut werden. Ein weiterer Teil der städtischen Sammlungen, die Gemäldegalerie, befindet sich in der Casa Rusca, einem Palazzo aus dem 18. Jahrhundert mit Innenhof und Loggia.